# Princeton (Nueva Jersey)
Princeton es una comunidad ubicada en el condado de Mercer, Nueva Jersey, Estados Unidos. La Universidad de Princeton está situada en dicha comunidad desde 1756. Aunque Princeton es una "ciudad universitaria", hay otras instituciones en su territorio, incluyendo el Institute for Advanced Study, el Educational Testing Service (ETS), Opinion Research Corporation, Siemens Corporate Research, Bristol-Myers Squibb, Sarnoff Corporation, FMC Corporation, la Fundación Robert Wood Johnson, Amrep, Church and Dwight, Berlitz International, y la Dow Jones & Company. 
La comunidad es equidistante entre Nueva York y Filadelfia y está conectada con ambas desde el siglo XIX. Se puede ir a ambas ciudades por autopista.
La capital de Nueva Jersey es la ciudad de Trenton, pero la residencia oficial del gobernador está en Princeton desde 1945.
A pesar de que tradicionalmente los princetonianos tienen una fuerte identidad, la comunidad está compuesta por dos entidades separadas: un municipio y un borough. El borough central está completamente rodeado por el municipio. El borough se separó del municipio en 1894 en una disputa por tasas escolares; las dos municipalidades más tarde formaron el Princeton Regional Schools, y otros servicios públicos son controlados de manera conjunta. Hubo tres referéndums proponiendo la reunificación, pero fue rechazada en todas las ocasiones. El borough contiene la calle Nassau, la principal calle comercial, la mayor parte del campus de la universidad, y la mayor parte de los suburbios creados luego de la Segunda Guerra Mundial. El borough y el municipio tienen una población similar de aproximadamente 30 000 habitantes.

## Clima
Princeton posee un clima continental húmedo, y generalmente tiene inviernos fríos y veranos cálidos y húmedos. De acuerdo a Weather.com, la temperatura más baja registrada en Princeton fue de -27 °C, el 28 de enero de 1935, y la más alta, de 41 °C, el 9 de julio de 1936.
| Parámetros climáticos promedio de Princeton, NJ (08540) | Parámetros climáticos promedio de Princeton, NJ (08540) | Parámetros climáticos promedio de Princeton, NJ (08540) | Parámetros climáticos promedio de Princeton, NJ (08540) | Parámetros climáticos promedio de Princeton, NJ (08540) | Parámetros climáticos promedio de Princeton, NJ (08540) | Parámetros climáticos promedio de Princeton, NJ (08540) | Parámetros climáticos promedio de Princeton, NJ (08540) | Parámetros climáticos promedio de Princeton, NJ (08540) | Parámetros climáticos promedio de Princeton, NJ (08540) | Parámetros climáticos promedio de Princeton, NJ (08540) | Parámetros climáticos promedio de Princeton, NJ (08540) | Parámetros climáticos promedio de Princeton, NJ (08540) | Parámetros climáticos promedio de Princeton, NJ (08540) |
| Mes                                                     | Ene.                                                    | Feb.                                                    | Mar.                                                    | Abr.                                                    | May.                                                    | Jun.                                                    | Jul.                                                    | Ago.                                                    | Sep.                                                    | Oct.                                                    | Nov.                                                    | Dic.                                                    | Anual                                                   |
| ------------------------------------------------------- | ------------------------------------------------------- | ------------------------------------------------------- | ------------------------------------------------------- | ------------------------------------------------------- | ------------------------------------------------------- | ------------------------------------------------------- | ------------------------------------------------------- | ------------------------------------------------------- | ------------------------------------------------------- | ------------------------------------------------------- | ------------------------------------------------------- | ------------------------------------------------------- | ------------------------------------------------------- |
| Temp. máx. abs. (°C)                                    | 22.8                                                    | 23.9                                                    | 31.1                                                    | 35                                                      | 35.6                                                    | 37.8                                                    | 40.6                                                    | 38.9                                                    | 39.4                                                    | 35                                                      | 27.8                                                    | 24.4                                                    | 40.6                                                    |
| Temp. máx. media (°C)                                   | 3.9                                                     | 6.1                                                     | 10.6                                                    | 16.7                                                    | 22.2                                                    | 27.2                                                    | 30                                                      | 28.9                                                    | 25                                                      | 18.9                                                    | 12.8                                                    | 6.7                                                     | 17.4                                                    |
| Temp. mín. media (°C)                                   | -5.6                                                    | -4.4                                                    | -0.6                                                    | 4.4                                                     | 9.4                                                     | 15                                                      | 17.8                                                    | 16.7                                                    | 12.2                                                    | 6.1                                                     | 1.7                                                     | -2.8                                                    | 5.8                                                     |
| Temp. mín. abs. (°C)                                    | -26.7                                                   | -22.2                                                   | -16.7                                                   | -7.8                                                    | -2.2                                                    | 1.7                                                     | 7.2                                                     | 4.4                                                     | -0.6                                                    | -5.6                                                    | -17.8                                                   | -21.1                                                   | -26.7                                                   |
| Precipitación total (mm)                                | 84.3                                                    | 67.3                                                    | 103.4                                                   | 101.9                                                   | 104.1                                                   | 111.8                                                   | 126.2                                                   | 107.7                                                   | 104.9                                                   | 92.7                                                    | 90.4                                                    | 95.8                                                    | 1190.5                                                  |
| Fuente: Weather Channel                                 |                                                         |                                                         |                                                         |                                                         |                                                         |                                                         |                                                         |                                                         |                                                         |                                                         |                                                         |                                                         |                                                         |

## Educación
La Universidad de Princeton es el elemento dominante de la comunidad. Su campus principal está ubicado en Nassau Street en el borough y al sur del municipio.

## Cultura
Allí nació el personaje ficticio Indiana Jones el 1 de julio de 1899.

### Cine
A Beautiful Mind fue rodada en Princeton.
La película I.Q., fue filmada en Princeton.
Películas históricas que usan Princeton pero no son filmadas allí incluyen Wilson, una película biográfica de 1944 sobre Woodrow Wilson, presidente de los Estados Unidos.
Escenas del comienzo de Across the Universe (2007) fueron filmadas en el campus de la Universidad de Princeton.
Partes de Transformers: la venganza de los caídos fueron filmadas en Princeton.
Escenas de la película de 2008 The Happening fueron filmadas en Princeton.

### Radio y televisión
La serie de televisión House está ambientada en Princeton, en el hospital de ficción Princeton-Plainsboro Teaching Hospital.

## Ciudades hermanas
- Colmar (Francia)
- Pettoranello del Molise (Italia)[3]